# كي بي إس اليابان
كي بي إس اليابان (بالإنجليزية: KBS Japan)‏ ، هي قناة تلفزيونية رسمية تابعة لحكومة كوريا الجنوبية والناطقة باللغة اليابانية الموجهة لليابانيين، أسست قناة كي بي إس في الأراضي اليابانية بتاريخ 1 أبريل 2006م، فاللغة الصوتية هي اللغة الكورية مع الترجمة والنص باللغة اليابانية.

## برامجها
تبث التلفزيون الكوري مسلسلات ومسرحيات وأغاني وبرامج وثائقية باللغة اليابانية عن طريق الترجمة.

## وصلات خارجية
- الموقع الرسمي

- كاي بي إس ورلد
- خدمة كاي بي إس ورلد آي